# Tate Reeves
Pour les articles homonymes, voir Reeves.
Jonathon Tate Reeves, né le 5 juin 1974 à Florence (Mississippi), est un homme politique américain. Membre du Parti républicain, il est gouverneur du Mississippi depuis 2020. Il est auparavant lieutenant-gouverneur à partir de 2012 sous Phil Bryant.

## Biographie

### Formation et carrière professionnelle
Tate Reeves est diplômé en 1992 de la Florence High School de Florence, dans le comté de Rankin, dans le centre du Mississippi. Il fréquente ensuite le Millsaps College de Jackson, où il obtient un baccalauréat universitaire en économie. 
Après ses études, Reeves poursuit une carrière dans le secteur bancaire et financier à Jackson, où il devient vice-président adjoint d'AmSouth (anciennement Deposit Guaranty National Bank) et est analyste principal en investissement. En 2000, il devient agent d'investissement pour la Trustmark National Bank à Jackson. Reeves détient le titre d'analyste financier agréé et est membre de la CFA Society of Mississippi et du CFA Institute, une organisation du secteur de l'investissement. En 1996, il reçoit le prix de la Société des analystes financiers du Mississippi.

### Engagement politique
Résident de Flowood, Reeves est élu trésorier de l'État du Mississippi de 2004 à 2012, puis lieutenant-gouverneur de 2012 à 2020. Il se porte candidat au poste de gouverneur du Mississippi lors des élections de 2019. Il est opposé à l'expansion de Medicaid, qu'il appelle « l'expansion d'Obamacare ». Lors de la primaire républicaine, il termine en tête devant Bill Waller Jr., président de la Cour suprême du Mississippi de 2009 à 2019, mais parce qu'aucun candidat ne remporte la majorité du vote total (48,9 % contre 33,4 %), Reeves et Waller se retrouvent dans un second tour de scrutin le 27 août, que Reeves remporte avec 54,1 % des voix. Le 5 novembre suivant, Reeves est élu gouverneur en obtenant 51,9 % des voix face au candidat du Parti démocrate et procureur général d'État Jim Hood. Il prête serment le 14 janvier 2020.
Le 30 juin 2020, Reeves signe une loi passée par législature du Mississippi — dans un contexte de manifestations et émeutes consécutives à la mort de George Floyd — révoquant le drapeau du Mississippi et convoquant un référendum en novembre pour l'adoption d'un nouveau drapeau, en dépit du fait qu'un référendum en 2001 rejette déjà un nouveau drapeau,. Le drapeau jusque-là en usage, critiqué pour son inclusion du drapeau de bataille (battle flag) des États confédérés d'Amérique à connotation raciste pour certains, n'est pas proposé à la sauvegarde lors du référendum comme en 2001,. Ainsi, la loi prévoit une commission de neuf membres chargée de redessiner le drapeau. Les électeurs peuvent ensuite approuver ou rejeter le nouveau drapeau. En cas de rejet, un nouveau référendum est convoqué avec un nouveau drapeau. En novembre, les électeurs approuvent cependant largement le nouveau drapeau dessiné par la commission, le « oui » remportant plus de 72 % des voix. Le nouveau drapeau est hissé sur le Capitole de l'État du Mississippi le 11 janvier 2021.
Candidat à un second mandat, il est réélu le 7 novembre 2023 en obtenant 51,7 % des voix.